# Umatilla (rivière)
Pour les articles homonymes, voir Umatilla.
L'Umatilla est une rivière de l'Oregon aux États-Unis, affluent du fleuve Columbia. Longue d'environ 140 km, elle est formée par la confluence des branches sud et nord de l'Umatilla dans les montagnes Bleues puis s'écoule vers l'ouest puis le nord avant de se jeter dans le Columbia près de la ville d'Umatilla.